# حاجی‌بابا حسین‌اف
حاجی‌بابا حسین‌اف(به انگلیسی:Hajibaba Huseynov)از معروفترین خوانندگان و استادان موسیقی مقامی آذربایجانی(۱۹ مارس ۱۹۱۹–۲۴ اکتبر ۱۹۹۳) بود. در سال ۱۹۹۱ به عنوان هنرمند ملی جمهوری آذربایجان برگزیده شد.
استاد آواز مقامی آذربایجان حاجی بابا حسین اف موسیقیدانی بی‌نظیر وچیره دست بوده وی در اجرای موسیقی اصیل ودستگاهای مقامی آذربایجان یک استاد کامل بود. حاجی بابا حسین اف در سال ۱۹۱۹ در باکو متولد و در سال ۱۹۹۳ درگذشت. هنر زیبا و صدای ناب و همچنین اشعار به یادگار مانده از او هم‌اکنون هم گرم و تأثیرگذار است. ایشان شاگردان بزرگی به جامعه موسیقی اصیل آذربایجان مانند عالیم قاسیمف، آقا خان عبداله‌یف و قدیر رستمف و … تعلیم نموده‌است.
وی دارای طبع شعر نیز بوده و خواننده‌های مقامی از سروده‌های حاجی بابا حسین‌اف در سراسر آذربایجان استفاده می‌کنند.

## نمونه شعر
یارو؛ یارئم اوُلمادی هم یارو؛ یارئن حاج بابا

غَمگسارئم اولمادی هم غمگسارئن حاج بابا

دوز بویوردون آختارئیر ایندی زمان اهلی سَنی

هَرگولون اؤز عطری وار گولشن مَزارئن حاج بابا

دوزدی سَنسیز غَملی دیر ایندی موغاماتئن سَسی

آمّا چُوخ استادی وار بو شَن دیارئن حاج بابا

یُوخدی شورون تک شیرین راستئندا بورخولمورفیکیر

ماهورون افسون ائدیر مینجَک قطارئن حاج بابا

آرخایئن یات خان چُوبان مولکون آرازبار ایله دین

واحیدیم صَراف ائمش زَر شهریارئن حاج بابا

دیلکشین سالدی سعیدی یارئنا دیلکش مُدام

تا کنار اِتسین اوزوندن تِئل نیگارئن حاج بابا